# Hindsiclava militaris
Hindsiclava militaris é uma espécie de gastrópode do gênero Hindsiclava, pertencente a família Pseudomelatomidae.